# Дванадцята династія єгипетських фараонів
XII династія — одна з династій фараонів, що правили в Стародавньому Єгипті під час Середнього царства в  XX —  XVIII століттях до н. е.

## Історія
Згідно Манефона, XII династія, як і XI, походила з міста  Фіви. Однак із сучасних записів відомо, що перший фараон династії переніс столицю в засноване ним місто, назва якого звучала  Аменемхет-іт (і) -тауі  (Amenemhat-itj-tawy, «Аменемхет, який захопив обидві землі»). Ймовірно місто перебувало близько Фаюма.
Обставини переходу влади від  XI до XII династії погано відомі. Аменемхет I, що заснував XII династію, був чаті фараона  Ментухотепа IV. Він або повалив фараона, узурпувавши владу, або успадкував престол через бездітність Ментухотепа IV.
Список фараонів XII династії зберігся в ряді царських папірусів. Згідно  Туринського царського списку династія правила 213 років. Час правління династії єгиптологи відносять до:
- 2000–1785 рр. до н. е. — По  І. Бікерману;
- 1976–1794/93 рр. до н. е. — По Ю. фон Бекерату;
- 1939+16−1760 рр. до н. е. — По Е. Хорнунгу, Р. Крауссу і Д. Уорбертону.

За час правління династії Єгипет перетворився на сильну стабільну державу, яка володіла великим економічним і військовим потенціалом. Була остаточно відновлена іригаційна система, яка була розширена при  Аменемхеті III. В результаті у Фаюмській оазі була створена розгалужена мережа каналів, яку з'єднали з Нілом. Мерідове озеро стало виконувати роль резервуара для води, заповнюючись під час розливу Нілу. Відновилося і будівництво  пірамід.
Крім того, фараони знову почали проводити завойовницьку політику, підпорядкувавши  Нубію до другого порога. В Нубії були відкриті багаті золоті копальні, для освоєння їх будувалися дороги та фортеці, в результаті чого Нубія фактично перетворилася на єгипетську провінцію. Також проводилося завоювання східного  Середземномор'я. Головним торговельним центром там стало місто Бібл в  Фінікії. Через нього в Єгипет з  Малої Азії надходило срібло, олово, будівельний ліс і ліванський кедр.
До часу правління XI династії відносять розквіт  давньоєгипетської літератури. Можливо, найвідоміша робота з цього періоду — Історія Сінуха. Також під час правління цієї династії були створені такі твори як Інструкції Аменемхета і Повість про промовистого селянина.
Ймовірно під час XII династії був створений ряд робіт, які дійшли до нас у пізніх копіях часів XVIII династії:
- 1900 до н. е. — Папірус Прісса.
- 1800 до н. е. —  Берлінський Папірус [en].
- 1800 до н. е. — Московський математичний папірус.
- 1650 до н. е. —  Математичний папірус Ахмеса.
- 1600 до н. е. — Папірус Едвіна Сміта.
- 1550 до н. е. — Папірус Еберса.

Під час правління спадкоємців Аменемхета III,  Аменемхета IV і його сестри Нефрусебек, почався занепад держави. В результаті грандіозного повстання бідноти і рабів Середнє царство припинило своє існування і настав Другий перехідний період. У Фівах і в Ксоісі (в  Дельті) прийшли до влади  XIII і  XIV династії, в результаті чого єдина Давньоєгипетська держава знову припинила своє існування.

## Список фараонів
| Ім'я                        | Хронологія                          | Хронологія         | Зіставлення з стародавніми списками фараонів | Зіставлення з стародавніми списками фараонів | Зіставлення з стародавніми списками фараонів | Зіставлення з стародавніми списками фараонів | Зіставлення з стародавніми списками фараонів |
| Ім'я                        | Е. Хорнунг, Р. Краусс, Д. Уорбертон | Ю. фон Бекерат     | Античні автори (Геродот, по Манефону)        | «Туринський список»                          | «Саккарський список 2»                       | «Абідоський список 2»                        | «Карнацький список»                          |
| Аменемхет I                 | 1. 1939–1910+16                     | 1. 1976–1947       | 1. АмманемесА, АмменемесЄ                    | 5.20. [Сехете]п-іб-[ра]                      | 39. Сехетеп-іб-ра                            | 59. Сехетеп-іб-ра                            | 17. Сехетеп-іб-ра                            |
| Сенусерт I, Сесостріс I     | 2. 1920–1875+6                      | 2. 1956–1911/10    | 2. СесонхосісА, Е                            | 5.21. [Хепер]-ка-[ра]                        | 40. Хепер-ка-ра                              | 60. Хепер-ка-ра                              | 24. Хепер-ка-ра                              |
| Аменемхет II                | 3. 1878–1843+3                      | 3. 1914–1879/76    | 3. АмменемесА, Е                             | 5.22. [Небу-кау-ра]                          | 41. Небу-кау-ра                              | 61. Небу-кау-ра                              | 18. Небу-кау-ра                              |
| Сенусерт II, Сесостріс II   | 4. 1845–1837                        | 4. 1882–1872       | —                                            | 5.23. [Хаі-хепер-ра]                         | 42. Хаі-хепер-ра                             | 62. Хаі-хепер-ра                             | —                                            |
| Сенусерт III, Сесостріс III | 5. 1837–1819                        | 5. 1872–1853/52    | 4. СесострісГ, А, Е                          | 5.24. [Хаі-кау-ра]                           | 43. Хаі-ка-ра                                | 63. Хаі-кау-ра                               | 32. Хаі-ка-ра                                |
| Аменемхет III               | 6. 1818–1773                        | 6. 1853–1806/05    | 5. ЛамаресА, Е, Мерід Г                      | 5.25. Ні-маат-ра                             | 44. Ні-маат-ра                               | 64. Ні-маат-ра                               | 19. [………] 20. [………]                          |
| —                           | —                                   | —                  | —                                            | —                                            | —                                            | —                                            | 19. [………] 20. [………]                          |
| Аменемхет IV                | 7. 1772–1764                        | 7. 1807/06–1798/97 | 6. АмменемесА                                | 6.1. Маа-херу-ра                             | 45. Ні-маа-херу-ра                           | 65. Маа-херу-ра                              | 21. Маа-херу-ра                              |
| Нефрусебек (цариця)         | 8. 1763–1760                        | 8. 1798/97–1794/93 | 7. СкемиофрісА                               | 6.2. Нефру-собек-ра                          | 46. Ка-себек-ра                              | —                                            | 22. Себек-нофру-ра                           |

|                                                                     |                                                         |                                                                                         |                                                                                          |                                                                   |                                                                   |                                              |
| Аменемхет I (рельєф з його гробниці в Ель-Лішт музей Метрополітен). | Сенусерт I (частина статуї, Єгипетський музей Берліна). | Аменемхет II (сфінкс з його обличчям, знайдений в Танісі, рожевий граніт, музей Лувра). | Сенусерт III (сфінкс з його обличчям, Державний музей єгипетського мистецтва в Мюнхені). | Аменемхет III (голова статуї, граніт, Єгипетський музей Берліна). | Сфінкс Аменемхета IV, обличчя змінено (гнейс, Британський музей). | Торс статуї цариці Нефрусебек (музей Лувра). |